# Ван Цзюе
Ван Цзюе (кит. спр. 王珏; нар. 17 жовтня 1995, Пекін) — китайська шахістка, гросмейстер серед жінок (2013).
Її рейтинг станом на січень 2020 року — 2426 (38-ме місце у світі, 8-ме — серед шахісток Китаю).

## Життєпис
2005 року перемогла на юнацькому чемпіонаті світу серед дівчат у віковій групі до 10 років. У 2011 році посіла 3-тє місце на чемпіонаті Китаю серед жінок. 2012 року на чемпіонаті Азії серед жінок поділила 2-5-те місце (перемогла Ірине Харісма Сукандар). Успішно виступала на чемпіонатах Азії серед жінок з бліцу, на яких здобула золоту (2013), срібну (2012) і бронзову (2015) медалі.
2015 року в Сочі дебютувала на чемпіонаті світу серед жінок, де в першому раунді програла Марі Себаг.
Представляла Китай на командному чемпіонаті Азії серед жінок 2013 року, де і в командному і в особистому заліку завоювала бронзові медалі.